# Tjgnavor
Tjgnavor (armeniska: Ճգնավոր) är ett berg i Armenien. Det ligger i provinsen Siunik, i den sydöstra delen av landet, 200 kilometer sydost om huvudstaden Jerevan. Toppen på Tjgnavor är 3 024 meter över havet, eller 283 meter över den omgivande terrängen. Bredden vid basen är 2,4 km. Tjgnavor ingår i Meghrubergen. På armeniska betyder "Tjgnavor" eremit.
Terrängen runt Tjgnavor är kuperad åt nordväst, men åt sydost är den bergig. Runt Tjgnavor är det ganska glesbefolkat, med 42 invånare per kvadratkilometer.. Närmaste större samhälle är Meghri, 16,4 kilometer söder om Tjgnavor.
Trakten runt Tjgnavor består i huvudsak av gräsmarker.